# Paul Håkonsson
Paul Håkonsson (apodado el Silencioso, 1100-1137) fue un caudillo hiberno-nórdico, jarl de las Orcadas entre 1122 hasta 1134 o 1137 según las fuentes.
Paul Haakonsson compartía las islas Orcadas con otro jarl, Harald Haakonsson. Paul Håkonsson  no fue un hombre amado por las mujeres de su familia, en 1137 fue obligado a abdicar y fue asesinado por la madre de Harald Håkonsson. Su tía, Frakokk Moddansdatter, ya intentó matarle envenenando una camisa que, curiosamente causó la muerte de Harald en 1127. Frakokk y sus seguidores, intentaban favorecer las reivindicaciones del heredero de Harald, Erlend Haraldsson con la muerte de Paul. No obstante, Paul Håkonsson  fue sucedido como jarl de las Orcadas por su primo segundo, Rögnvald Kali Kolsson, uno de los lugartenientes del rey Harald IV de Noruega. Rognvald Kali Kolsson cubrió las espaldas de Harald Maddadsson, sobrino de Paul. En 1138, Rögnvald eligió a Harald Maddadsson como jarl de las Orcadas, compartiendo su gobierno.
Otra versión de la saga, habla del asesinato de Paul Håkonsson, de manos del pirata vikingo Sweyn Asleifsson en una refriega desencadenada durante un juego de bebida.